# René Féret
René Féret (* 26. Mai 1945 in La Bassée, Nord, Nord-Pas-de-Calais, Frankreich; † 28. April 2015) war ein französischer Schauspieler und Filmregisseur.

## Leben
Für sein Debüt Pauls Geschichte erhielt Féret 1975 den Jean-Vigo-Preis, für Familienfest (La Communion solennelle) 1977 die Nominierung als Bester Film in Cannes. Sein Film Champagner der Liebe wurde 1989 beim Namur International Festival of French-Speaking Film als Bester Film ausgezeichnet.
In seinem Werk L’Homme qui n’était pas là spielte er neben versierten Stars wie Claude Jade, Georges Descrières und Jacques Dufilho sowie seiner damaligen Frau Valérie Stroh, die Hauptrolle des erpressten Schauspielers Charles Elaine. Weitere Rollen hatte er unter anderem in Jeanne Moreaus Regiedebüt Im Scheinwerferlicht, in Joyce Buñuels La Tricheuse sowie als französischer Botschafter neben Sandrine Bonnaire, Sergei Bodrow, Oleg Menshikov und Catherine Deneuve in Régis Wargniers Filmdrama Est-Ouest – Eine Liebe in Russland (1999).
Sein Sohn Julien ist u. a. als Filmproduzent tätig.

## Filmografie als Regisseur
- 1975: Pauls Geschichte (Histoire de Paul)
- 1976: Familienfest (La Communion solennelle)
- 1976: Im Scheinwerferlicht (Lumière)
- 1980: L’Enfant roi
- 1985: Mystère Alexina
- 1987: L’Homme qui n’était pas là
- 1998: Champagner der Liebe (Baptême)
- 1992: Promenades d’été
- 1994: La Place d’un autre
- 1996: Les Frères Gravet
- 2001: Rue du retrait
- 2003: L’Enfant du pays
- 2006: Il a suffi que Maman s’en aille…